# Abū ʿAbd Allāh
AbûʿAbd Allāh dit «  el Khoulah », régna sur le royaume zianide de Tlemcen de 1401 à 1411. Il est le frère du précédent sultan Abū Muḥammad ʿAbd Allāh. Il laisse sa capitale dans un état satisfaisant à la fin de son règne : les grains sont abondants, le commerce florissant et les fortifications entretenues. Son successeur est son frère sultan Moulay Saïd, qui réussit à s'échapper des geôles mérinides et qui règnera de manière éphémère de 1410 à 1411. 